# Miss Atlántico Internacional 2008
Miss Atlântico Internacional 2008 foi a 14ª. edição do tradicional concurso de beleza feminino de nível internacional sob o nome Miss Atlântico que ocorre anualmente na cidade de Punta del Este, no Uruguai. O certame foi transmitido ao vivo pelo sinal da Teledoce através do Canal 12 e retransmitido no dia posterior à realização deste pela Latinoamérica Televisión. O evento ainda contou com a participação de treze candidatas e teve como vencedora a dominicana Miriam Díaz.

## Resultados

### Colocações
| Posição   | País e Candidata                     |
| Vencedora | - República Dominicana - Miriam Díaz |
| 2º. Lugar | - Argentina - Alejandra Bernal       |
| 3º. Lugar | - Venezuela - Claudia Suárez         |

### Premiações Especiais
- O concurso distribuiu as seguintes premiações:

| Prêmio              | País e Candidata            |
| Melhor Fantasia     | - Peru - Fiorella Luna      |
| Melhor Traje Típico | - Paraguai - Ángela Segovia |

## Jurados
Avaliaram as candidatas em biquini e entrevista:

### Final
| 1. Arnaldo Nardone, representante do Montevideo Victoria Plaza Hotel; 2. Francisco Calvete, representante do Freixenet Uruguay; 3. Graciela Rompan, empresária; 4. Jean Cloude Moyret, embaixador da França no Uruguai; 5. Laetitia Princesa d’Arenberg, madrinha do concurso; | 1. Carlos Scheck, jornalista do Diario El País; 2. Victoria Rodríguez, representante da Teledoce; 3. Dr. Carlos Avilés, representante da Lobo Recording Studios; e 4. Graciela Lombardo, representante do Arapey Thermal Resort & Spa. |

### Traje Típico & Fantasia
1. Luis Millán, designer;
2. Fabián Sciuto, estilista;
3. Silvia Klemensiewicz, diretora da Revista SK;
4. Nelson Mancebo, diretor artístico; e
5. Marcos Calache, representante do Beauty Planet.

## Embaixatrizes
Trata-se de prêmios dados pelos patrocinadores:
| Prêmio           | País e Candidata                   | R     |
| Arapey Resort    | - Uruguai - Claudia Vanrell        | [ 4 ] |
| Casino Atlántida | - Rep. Dominicana - Alexandra Díaz | [ 5 ] |
| Casino Colonia   | - Argentina - Alejandra Bernal     | [ 6 ] |
| Hoteles Bahía    | - Venezuela - Claudia Suárez       | [ 7 ] |

## Candidatas
Candidatas que disputaram o concurso este ano:
| - Argentina - Alejandra Bernal - Bolívia - Daniela Michelle Núñez - Brasil - Fernanda de Araújo Souza - Chile - Paula Andrea Gómez - Equador - Ana Elizabeth Cordero - Haiti - Valerie Rigaud - México - Yadira Patiño | - Paraguai - Ángela Beatriz Segovia - Peru - Fiorella Luna - Porto Rico - Karolina Pelliser - República Dominicana - Miriam Alexandra Díaz - Uruguai - Claudia Vanrell - Venezuela - Claudia Suárez |

## Histórico
| - China - Xiaoou Liu - Colômbia - Katia Mosquera - Estônia - Raili Kala - Honduras - Bélgica Suárez | - Colômbia - Haiti |